# SMS Wien
SMS Wien – pancernik obrony wybrzeża typu Monarch, zbudowany dla Austro-Węgierskiej Marynarki Wojennej w latach 90. XIX wieku. Po wprowadzeniu do służby okręt wziął udział w międzynarodowej blokadzie Krety podczas wojny grecko-tureckiej w 1897. „Wien” oraz jego siostrzane okręty tworzyły I Dywizjon Okrętów Austro-Węgierskiej Marynarki, dopóki nie zostały zastąpione przez przeddrednoty typu Habsburg na przełomie wieku. „Wien” i dwa pozostałe okręty tego typu odbyły kilka rejsów treningowych po Morzu Śródziemnym w pierwszych latach XX wieku. W 1906 trzy okręty typu Monarch zostały przeniesione do rezerwy i były przywracane do służby liniowej jedynie podczas corocznych manewrów treningowych. Po wybuchu I wojny światowej okręty zostały przywrócone do służby i utworzyły V Dywizjon Okrętów.
W sierpniu 1914 dywizjon został wysłany do Kotoru w celu ostrzelania francuskiej i czarnogórskiej artylerii, która atakowała tamtejszy port. „Wien” i „Budapest” pozostały tam do połowy 1917. We wrześniu oba okręty zostały wysłane do Triestu w celu wykonania bombardowania artyleryjskiego włoskich fortyfikacji w Zatoce Triesteńskiej. W nocy z 9 na 10 grudnia 1917 dwie włoskie łodzie torpedowe zdołały wejść niezauważone do portu i odpalić torpedy w stronę zacumowanych pancerników. „Budapest” nie otrzymał trafień, ale „Wien” został ugodzony dwiema torpedami i zatonął w ciągu niecałych pięciu minut, tracąc 46 członków załogi. Wrak został wydobyty z dna portu przez Włochów w latach 20.

## Opis techniczny i budowa

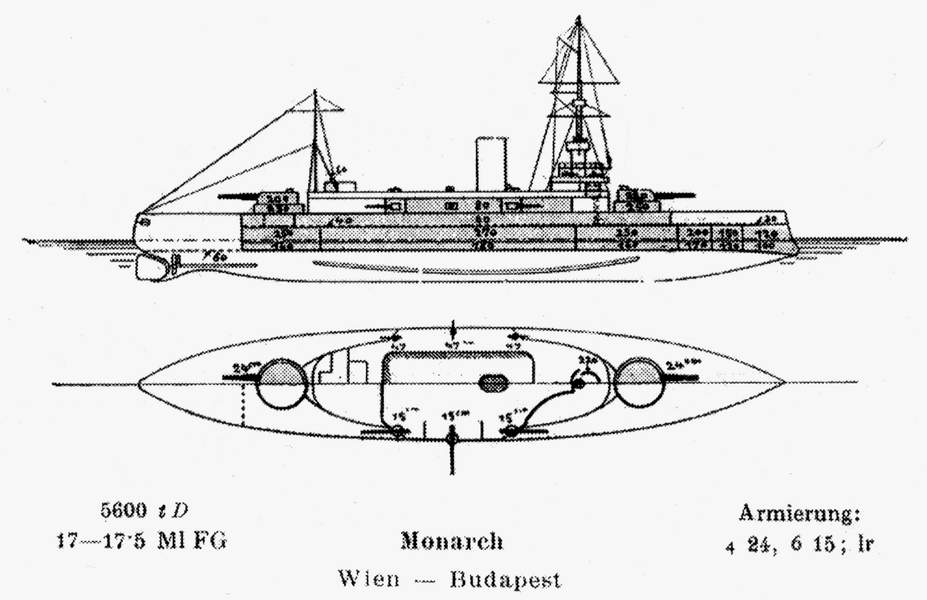
Rzut z prawej burty i plan pokładu pancernika obrony wybrzeża typu Monarch; zacieniowana powierzchnia jest opancerzona

Ze względu na jedynie 5878 ton maksymalnej wyporności, okręty typu Monarch były ponad dwa razy lżejsze od pancerników innych głównych flot w tamtym czasie i były oficjalnie zaprojektowane jako okręty obrony wybrzeża. Jedyna austro-węgierska linia brzegowa znajdowała się nad Morzem Adriatyckim i rząd tego kraju wierzył, że rola jego marynarki ograniczy się do obrony własnego wybrzeża.
Całkowita długość okrętu wynosiła 99,22 m, szerokość 17 m, a zanurzenie 6,4 metra. Jego maszyny parowe potrójnego rozprężania wytwarzały moc 8500 KM (6300 kW) używając pary z pięciu cylindrycznych kotłów parowych, co pozwalało osiągać prędkość maksymalną 15,5 węzła. Maksymalny zapas węgla, wynoszący 500 ton, dawał zasięg 3500 mil morskich (6500 km) przy prędkości 9 węzłów. Załoga składała się z 26 oficerów i 397 marynarzy, razem 423 załogantów.
Uzbrojenie główne pancernika składało się z czterech dział kal. 240 mm o długości lufy 40 kalibrów (L/40), po dwa w dwóch wieżach artyleryjskich, umieszczonych w osi symetrii kadłuba na nadbudówce na dziobie i rufie. Działa były produkcji niemieckiego Kruppa (model C94, zaprojektowane w 1894) i strzelały pociskami o masie 215 kg. Wybór kalibru 240 mm, mniejszego od stosowanych na świecie, był wynikiem kompromisu pomiędzy chęcią zapewnienia dużej mocy bojowej okrętów, a ograniczeniami ich wielkości. Nowoczesne działa tego kalibru zapewniały dużą szybkostrzelność do 2 strzałów na minutę, przy przebijalności pancerza podobnej do starych dział 305 mm, a wybór większych dział wiązałby się ze zmniejszeniem liczby luf. Sektor ostrzału w poziomie dla każdej z wież wynosił 260 stopni, kąt podniesienia luf – od -4° (według innych danych -5°) do +25°. Wieże miały napędy elektrohydrauliczne. Zapas amunicji wynosił 80 pocisków na działo. Artylerię średnią stanowiło sześć 150-milimetrowych dział Škoda umiejscowionych w kazamatach nadbudówki. Uzbrojenie obronne przeciwko kutrom torpedowym składało się z 10 szybkostrzelnych dział Škoda kal. 47 mm i czterech szybkostrzelnych dział Hotchkiss kal. 47 mm. Okręt posiadał również dwie stałe wyrzutnie torped kal. 450 mm, po jednej na każdej burcie kadłuba. Każda wyrzutnia torped miała dwie torpedy.
Pancerz burtowy ze stali niklowej miał 120-270 mm grubości, natomiast wieże artyleryjskie były chronione przez 250 mm pancerza. Kazamaty posiadały 80-milimetrowy pancerz, podczas gdy wieża dowodzenia miała 220 mm pancerza. Pancerz pokładu miał 40 mm lub 60 mm  grubości.
Okręty typu Monarch zostały zamówione w maju 1892. „Wien” oraz „Budapest” zostały zbudowane w stoczni Stabilimento Tecnico Triestino w Trieście. Stępki pod oba okręty, pierwsze ze swego typu, położono 16 lutego 1893. SMS „Wien” został zwodowany 7 lipca 1895, a jego matką chrzestną została hrabina Kielmannsegg, żona Ericha von Kielmansegg, ówczesnego gubernatora Dolnej Austrii. „Wien” został wprowadzony do służby 13 maja 1897.

## Służba

### Czas pokoju
Po wprowadzeniu do służby, „Wien” wziął udział w międzynarodowej paradzie okrętów przeprowadzonej 26 czerwca 1897 w Spithead z okazji diamentowego jubileuszu królowej Wiktorii, jak również w międzynarodowej blokadzie Krety podczas wojny grecko-tureckiej w tym samym roku. 16 kwietnia 1898 okręt był z powrotem w Puli. „Wien” i jego siostrzane okręty utworzyły I Dywizjon Okrętów Austro-Węgierskiej Marynarki (I. Schwere Division) w 1899 i w tym samym roku dywizjon odbył rejs treningowy po wschodnim Morzu Śródziemnym, gdzie odwiedziła porty w Grecji, Libanie, Turcji i na Malcie. Na początku 1902 okręty odbyły kolejny rejs treningowy, po zachodnim Morzu Śródziemnym, z wizytami w portach w Algierii, Hiszpanii, Francji, na Korfu i w Albanii. Tego samego roku okręt został wyposażony w radio Siemens-Braun. W marcu 1903, w Gruž (obecnie część Dubrownika), okręty dywizjonu zostały poddane inspekcji przez arcyksięcia Franciszka Ferdynanda, kandydata do tronu Austro-Węgier. Następnie „Wien”, „Budapest”, „Habsburg” i niszczyciel „Magnet” odbyły rejs po wschodnim Morzu Śródziemnym. „Wien” był okrętem flagowym tej grupy, dopóki 13 maja nie został pozostawiony w Salonikach w celu ochrony austro-węgierskich interesów po kilku atakach terrorystycznych wymierzonych w obywateli Austro-Węgier. Okręt wrócił do Puli 10 czerwca i ponownie został okrętem flagowym. W 1904 okręty typu Monarch utworzyły II Dywizjon Okrętów i wzięły udział w rejsach po Morzu Adriatyckim i Śródziemnym, jak również w treningu, w którym trzy nowe okręty typu Habsburg oraz „Wien” i jego siostrzane stoczyły pozorowaną bitwę. W manewrach tych po raz pierwszy uczestniczyły dwie jednolite eskadry, składające się z pancerników takiego samego typu, służących w Austro-Węgierskiej Marynarce Wojennej. W 1905 „Wien” odbył rejs do Lewantu, odwiedzając porty w Grecji, Turcji, Egipcie i Albanii. Latem tego samego roku okręt osiadł na mieliźnie podczas nocnych ćwiczeń w pobliżu wyspy Meleda; dopiero za drugim razem „Budapest” i „Habsburg” ściągnęły okręt z mielizny. „Wien” musiał zostać odesłany do suchego doku w celu dokonania napraw.
1 stycznia 1906 okręty typu Monarch zostały przeniesione do nowo utworzonej Eskadry Rezerwowej i były przywracane do służby jedynie podczas corocznych letnich manewrów. We wrześniu wzięły udział w paradzie floty dokonanej dla arcyksięcia Franciszka Ferdynanda, która odbyła się w kanale Koločepskim, niedaleko wyspy Šipan. Na początku 1913 okręty zostały na krótko przywrócone do służby jako IV Dywizjon, ze względu na wybuch II wojny bałkańskiej, ale zostały ponownie wycofane 10 marca.

### I wojna światowa

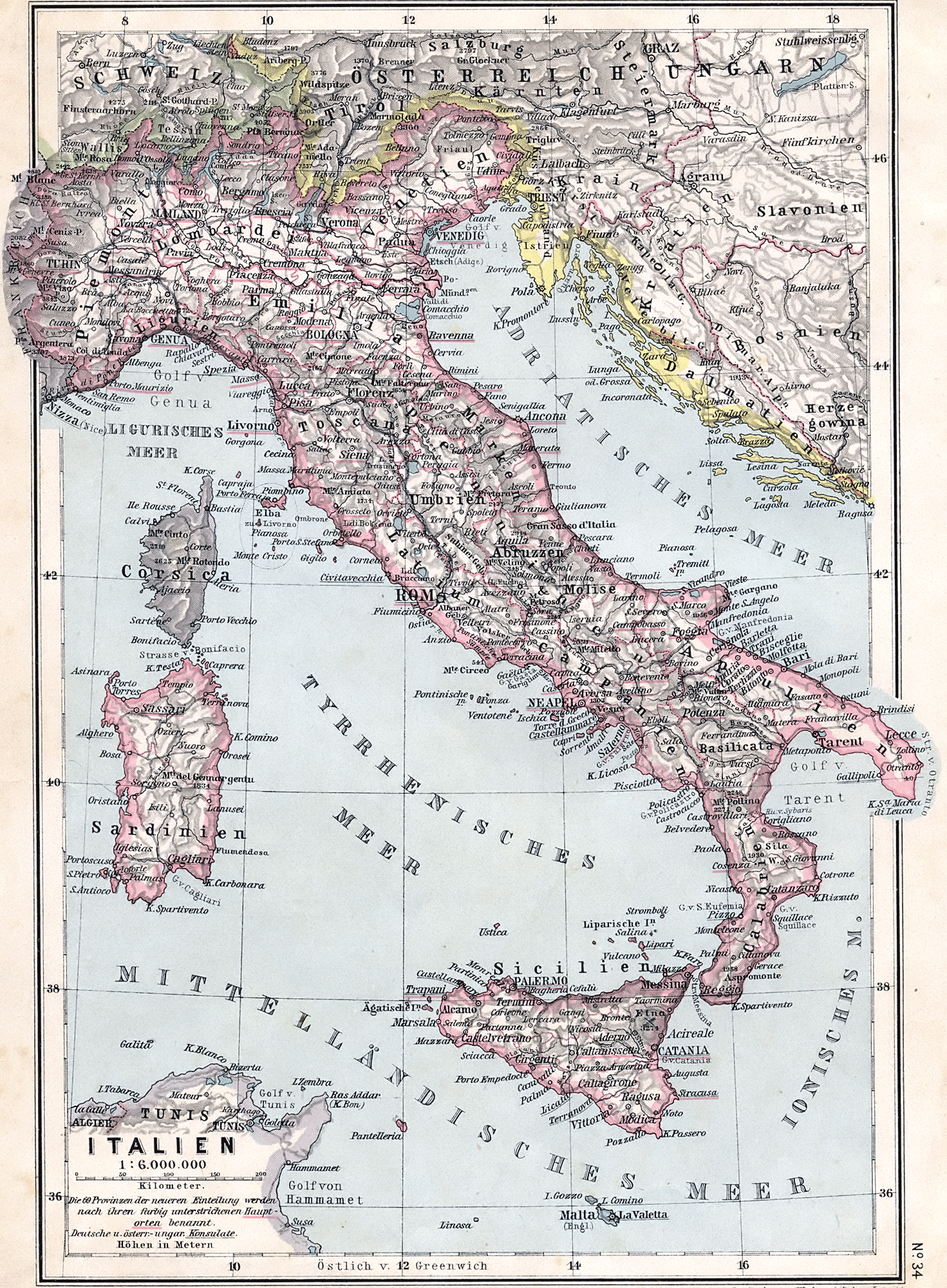
Mapa górnego Adriatyku

Wraz z wybuchem I wojny światowej trzy okręty typu Monarch zostały przywrócone do służby, tworząc V Dywizjon Okrętów. Pancerniki zostały wysłane do Zatoki Kotorskiej w celu ostrzelania czarnogórskiej baterii artyleryjskiej na górze Lovćen, atakującej austro-węgierską bazę morską w Kotorze i fortyfikacje obronne. „Wien” i pozostałe dwa okręty przybyły tam 13 sierpnia 1914, jednak nie były w stanie podnieść swoich dział na tyle wysoko, aby móc ostrzelać wrogą artylerię, która 19 października została wzmocniona o osiem francuskich dział. Dwa dni później został wezwany pancernik „Radetzky”, aby uporać się z wrogimi działami. Okręt zdołał zniszczyć kilka francuskich dział i zmusił pozostałe do opuszczenia pozycji 27 października. Pancerniki pozostały w Kotorze do połowy 1917 w celu zapobiegania kolejnym atakom. W sierpniu „Wien” i „Budapest” zostały przeniesione do Triestu jako okręty obronne przeciwko włoskim desantom. Ze względu na intensywne włoskie ataki lotnicze po przybyciu okrętów, 26 sierpnia, oba pancerniki zostały wyposażone w 66-milimetrowe działa przeciwlotnicze. 5 września „Wien” został uszkodzony poprzez bliskie trafienie bombą. Oba okręty wycofały się do Puli 12 września 1917.
Okręty wróciły do Triestu 30 października 1917 i 16 listopada wpłynęły do Zatoki Triesteńskiej w celu ostrzelania włoskich pozycji obrony wybrzeża w Cortellazzo, niedaleko ujścia rzeki Piawy. „Wien” i „Budapest” otworzyły ogień o 10:35 na odległość 9–10 km i po około pół godziny zniszczyły większość włoskich dział. Ich atak został zakłócony przez kilka nieudanych ataków włoskiego lotnictwa, a następnie przez bardziej skoordynowany atak pięciu kutrów torpedowych MAS (Motoscafo armato silurante) i pięciu samolotów o 13:30. Ten atak również nie przyniósł efektów i ostatnie włoskie działo zostało wyeliminowane około godziny później. „Wien” został trafiony siedem razy w nadbudówkę, lecz uszkodzenia były niewielkie; żaden członek załogi nie został ranny.

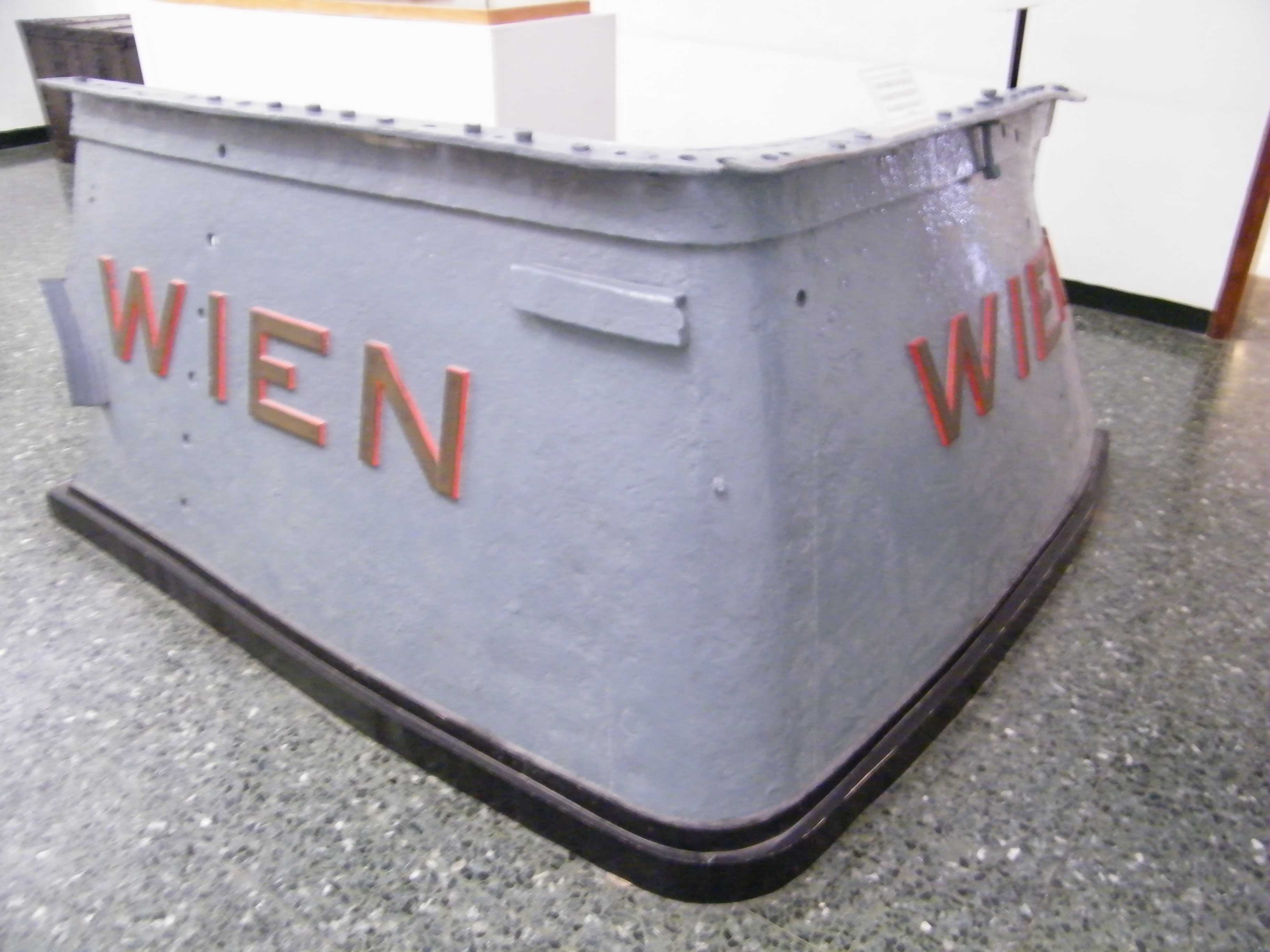
Fragment rufy okrętu w Museo Storico Navale w Wenecji

Żądna odwetu na Austro-Węgrzech Regia Marina planowała zaatakować dwa okręty w miejscu ich cumowania w Zatoce Triesteńskiej, w pobliżu miejscowości Muggia, niedaleko Triestu, za pomocą kutrów MAS. W nocy z 9 na 10 grudnia 1917 dwa kutry torpedowe zdołały wejść niezauważone do portu i o 02:32 wystrzelić torpedy w kierunku dwóch pancerników. Torpedy wystrzelone w kierunku „Budapestu” chybiły, lecz „Wien” otrzymał dwa trafienia torpedami wystrzelonymi z MAS-9, dowodzonego przez komandora podporucznika (tenente di vascello) Luigiego Rizzo. Torpedy wybiły ponad 10-metrową dziurę w poszyciu kadłuba na wysokości kotłowni. Wszystkie grodzie wodoszczelne były otwarte i mimo prób przeciwdziałania przechyłowi przez zalanie zbiorników balastowych po drugiej stronie okrętu „Wien” przewrócił się do góry stępką. W wyniku ataku zginęło 46 członków załogi. Oba włoskie kutry uciekły niewykryte, a Rizzo został odznaczony Złotym Medalem za Męstwo Wojskowe.
„Wien” został pogrzebany w mule na dnie portu w Trieście na głębokości 16,5 metra. 14 grudnia 1917 rozpoczęto wydobywanie okrętu. Tego samego dnia marynarka oddała pod sąd wojskowy wiceadmirała Alfreda Freiherra von Koudelkę, dowódcę okręgu morskiego, kapitanów obu okrętów oraz dowódcę obrony morskiej w Trieście. 16 stycznia 1918 sąd orzekł, że wszyscy czterej ponoszą winę za niepodjęcie wszystkich możliwych środków bezpieczeństwa dla ochrony okrętów i za nieupewnienie się, że takie środki zostały podjęte. Sąd zalecił, że za karę Koudelka i kapitanowie okrętów zostaną wysłani na wcześniejszą emeryturę, a dowódca obrony morskiej Triestu zostanie zdegradowany do swojego byłego statusu, rezerwowego. Cesarz Karol zaakceptował zalecenia 23 stycznia.
7 czerwca marynarka zadecydowała o zaniechaniu operacji wydobycia okrętu. „Wien” został ostatecznie wydobyty przez Włochów w latach 20. Fragment rufy okrętu jest obecnie częścią wystawy w Museo Storico Navale w Wenecji.